# Sophia Schneider
Pour les articles homonymes, voir Schneider.
Sophia Schneider, née le 12 septembre 1997 à Traunstein, est une biathlète allemande, médaillée d'argent en relais aux championnats du monde 2023.

## Biographie
Sophia Schneider grandit à Vachendorf en Haute-Bavière, où elle a commencé le ski de fond à l'âge de cinq ans. À l'âge de 12 ans, elle s'oriente vers le biathlon au centre d'entraînement de Ruhpolding.
En 2013, elle est acceptée dans l'équipe nationale junior. En 2015, elle remporte le bronze à deux reprises au Festival olympique de la jeunesse européenne au Vorarlberg et au Liechtenstein. En 2017, elle remporte la médaille d'argent au relais aux Championnats du monde juniors à Osrblie, en Slovaquie.
En 2020, elle fait ses débuts à la Coupe IBU et est sélectionnée pour les Championnats d'Europe 2020 à Minsk.
Sophia Schneider obtient la deuxième place du sprint du championnat d'Allemagne 2020 derrière Denise Herrmann.
Aux Championnats d'Europe 2022, elle remporte la médaille d'argent du relais mixte et se classe notamment huitième de l'individuel.
Sacrée double championne d'Allemagne à l'été 2022 sur le sprint et l'individuel, elle est titularisée pour participer à l'ensemble de la Coupe du monde 2022-2023. Elle se distingue lors des championnats du monde 2023 à Oberhof en se classant tout d'abord septième du sprint puis cinquième de la poursuite. Elle est ensuite la troisième relayeuse de l'équipe féminine allemande qui obtient la médaille d'argent lors du relais. Reprenant ensuite la coupe du monde à Nové Město, elle y est 46e du sprint mais ne prend pas le départ de la poursuite. Le médecin de l'équipe d'Allemagne explique que Schneider est atteinte de soucis musculaires aux vertèbres cervicales et à une épaule, ce qui la contraint à renoncer également aux dernières étapes de coupe du monde d'Östersund puis d'Oslo-Holmenkollen. Lors de la saison suivante, elle égale son meilleur résultat  en se classant 5e de l'individuel à Östersund et termine à la vingt-septième place du classement général de la Coupe du monde 2023-2024. Cela ne lui garantit pas une place en équipe première allemande au sein de laquelle la priorité est donnée aux jeunes talents. Elle doit donc débuter l'hiver 2024-2025 en IBU Cup.

## Palmarès

### Championnats du monde
| Édition \ Épreuve | Individuel | Sprint | Poursuite | Mass start | Relais                    | Relais mixte | Relais mixte simple |
| ----------------- | ---------- | ------ | --------- | ---------- | ------------------------- | ------------ | ------------------- |
| Oberhof 2023      | 13e        | 7e     | 5e        | 27e        | Médaille d'argent, monde  | —            | 6e                  |
| Nové Město 2024   | —          | 28e    | 37e       | —          | Médaille de bronze, monde | —            | —                   |
| Lenzerheide 2025  | —          | 11e    | 23e       | 28e        | 5e                        | —            | —                   |

Légende :
- : première place, médaille d'or
- : deuxième place, médaille d'argent
- : troisième place, médaille de bronze
- — : non disputée par Sophia Schneider
- : pas d'épreuve

### Coupe du monde
- Meilleur classement général : 27e en 2024.
- Meilleur résultat individuel : 5e.
- 8 podiums :
  - 8 podiums en relais : 1 victoire, 3 deuxièmes places et 4 troisièmes places.

Mis à jour le 9 mars 2025

#### Classements en Coupe du monde
| Saison    | Individuel | Individuel | Sprint | Sprint   | Poursuite | Poursuite | Mass start | Mass start | Général | Général  |
| Saison    | Points     | Position   | Points | Position | Points    | Position  | Points     | Position   | Points  | Position |
| --------- | ---------- | ---------- | ------ | -------- | --------- | --------- | ---------- | ---------- | ------- | -------- |
| 2020-2021 |            |            | 0      | n.c.     |           |           |            |            | 0       | n.c.     |
| 2021-2022 | 0          | n.c.       |        |          |           |           |            |            | 0       | n.c.     |
| 2022-2023 | '          | 23e        | '      | 29e      | '         | 26e       | '          | 43e        | '       | 31e      |
| 2023-2024 | '          | 20e        | '      | 35e      | '         | 32e       | '          | 21e        | '       | 27e      |

### Championnats d'Europe
- Médaille d'argent du relais mixte en 2022 à Arber.

### Championnats du monde junior
- Médaille d'argent en relais en 2017.